# شلی فوجیئی
شلی فوجیئی (انگلیسی: Shelly Fujii؛ زاده ۱۸ فوریهٔ ۱۹۹۰) یک بازیگر پورنوگرافی اهل ژاپن است.